# Leth (adelsslægter)
 For alternative betydninger, se Leth. (Se også artikler, som begynder med Leth)
Leth er navnet på henholdsvis en uddød adelsslægt og en adelsslægt, der fortsat består, bl.a. under navnet Steensen-Leth.

## Den uddøde slægt Leth (af Vosborg)
Den i Norge fødte Niels Leth til Nørre Vosborg (1658-1711) blev 30. januar 1708 optaget i den danske adel. Hans sønnesøns søn, justitssekretær i Viborg Landsoverret, etatsråd Henrik Johan Leth til Eskjær (1761-1845), var den sidste mand af slægten. Slægten førte en pille i våbnet.
Niels Leth hørte hjemme på Ringkøbing-egnen, var huslærer hos Christen de Linde til Pallesbjerg og blev gift med dennes datter Maren, der bragte ham Nørre Vosborg. Hans afkom var i nogen tid i besiddelse af Vosborg, Koustrup, Tandrup og Eskjær. Hans ældste søn, Henrik Johan de Leth (1702-1754), til Vosborg, som moderen, Maren Linde, 1746 overlod ham, er kendt som en af datidens værste bondeplagere. Henrik de Leth var gift med Sophie Linde (død 1788), der 1757 overlod gården til sin søn, justitsråd og vicelandsdommer Christen Linde de Leth (1731-1778). Hans dødsbo kom under skiftebehandling, og Nørre Vosborg med gods og kirker stilledes til offentligt salg 14. maj 1779 og afhændedes for 40.000 rigsdaler. Han var fader til Henrik Johan de Leth (1761-1845), som var ejer af Eskjær, etatsråd og vicelandsdommer.
Også familiens øvrige ejendomme solgtes en efter anden. Derved, og da intet medlem af denne slægt senere har indtaget nogen fremragende stilling, trådte den tilbage. Dens kvindelige medlemmer indgik ægteskabelige forbindelser med håndværkere, som med farver Jakobsen, snedker Stougaard, gartneren på Endrupholm.

## Den nulevende slægt Leth
Fra sognepræst til Vor Frue Kirke i Odense, magister Niels Sørensen Glad (død 1602), som latiniserede sit navn til Lætus, stammer bl.a. en række præster af navnet Leth. Hans sønnesøn, den strengt ortodokse konfessionarius og første hofpræst, dr.theol. Hans Leth (1625-1688), der virkede med stor omsorg for skolevæsenet, en tid som rektor i Sorø, senere som skoleherre i Frederiksborg, var fader til kommitteret i Rentekammeret, etatsråd Niels Leth (1660-1713) og til sognepræst i Store Heddinge, provst, magister Jørgen Leth (1663-1713). Den ældste af disse brødre var atter fader til generalløjtnant og hvid ridder Mathias Leth til Sanderumgård (1704-1783), som "paa Grund af sine egne og sine forfædres Fortjenester" 10. juni 1757 ophøjedes i den danske adel med følgende våben: En oprejst, tilbageseende guldløve, holdende et draget sværd i højre forpote, i blåt skjold, på den kronede hjelm samme figur, opvoksende.
Ovennævnte provst Jørgen Leth var fader til kommitteret i Rentekammeret, etatsråd Christian Leth (1695-1759) og til sognepræst ved Trinitatis Kirke i København, prof. catecheseos Christian Langemach Leth (1701-1764), en af pietismens førere.

### Steensen-Leth
Blandt generalløjtnant Mathias de Leths 21 børn skal nævnes generalløjtnant og hvid ridder Johan Frederik Leth (1737-1817), hvis linje uddøde på mandssiden med en sønnesøn, jægermester Johan Frederik Arnoldus Leth til Koldkærgård (1844-1908), og sekondritmester, kammerherre Jørgen Ernst Leth til Steensgård og Egeløkke (1742-1818), gift med Anna Sophie Kaas Steensen. Deres sønnesøn, kammerherre, hofjægermester Vincents Steensen Leth til Steensgård (1811-1893), fik ved patent af 4. august 1879 ret til at føre slægten Steensens navn og våben – 3 i skjoldets midte samlede sølvpile i blåt – i forbindelse med sit eget, idet det sammensatte skjold fremtrådte som delt af Leth og Steensen, hvorimod hjelmen kun bar det Leth'ske hjelmtegn. Derved fremkom navnet Steensen-Leth. Hans søn, kammerherre, hofjægermester Carl Louis August Steensen-Leth (1842-1929), deltog i Krigen 1864 som sekondløjtnant i Dragonerne og var 1866-1918 ejer af Højriis på Mors.